# Junceella antillarum
Junceella antillarum is een zachte koraalsoort uit de familie Ellisellidae. De koraalsoort komt uit het geslacht Junceella. Junceella antillarum werd in 1919 voor het eerst wetenschappelijk beschreven door Toeplitz. 